# Мушковай (село)
Мушковай — село в Увинском районе Удмуртии, входит в муниципальное образование «Мушковайское».

## Название и география
Название села происходит от одноимённой реки, протекающей в 2 километрах к западу. Находится в 23 км к востоку от районного центра — посёлка Ува и в 47 км к северо-западу от Ижевска.
В селе шесть улиц: Ключевая, Новая, Полевая, Прудовая, Труда, Школьная.

## История
Основано в 1819 году. Первоначально относилось к Малмыжскому уезду Вятской губернии. С 1921 по 1924 год в составе Селтинского уезда, Вотской автономной области,  после его упразднения в 1924 году, вошло в состав Ижевского уезда. После ликвидации уездов, в том числе Ижевского — 15 июля 1929 г., село Мушковай включено в Новомултанский район. Постановлением Президиума ВЦИК Новомултанский район ликвидирован 1 ноября 1932 года и Мушковай включён в Селтинский район. В 1935 году передан в состав Увинского района.
С 1 января 2005 года село Мушковай является административным центром муниципального образования «Мушковайское».

## Население
| 2010 | 2012 |
| ---- | ---- |
| 329  | ↗336 |

## Экономика и инфраструктура
В селе работает сельскохозяйственный производственный кооператив «Победа».
В Мушковае есть магазин. Действуют фельдшерско-акушерский пункт, детский сад, школа, дом культуры (находится в здании 1980 года постройки) и библиотека.
Село газифицировано.

## Религия
Первый православный церковный приход в Мушковае открыт 31 августа (12 сентября) 1871 года. Его центром был молитвенный дом. Однако, уже в 1872 году построена однопрестольная деревянная церковь во имя Святого великомученика Димитрия Солунского. Указом Президиума Верховного Совета Удмуртской АССР от 3 сентября 1941 года церковь была закрыта. Её здание было переоборудовано под школу, впоследствии использовалось как зернохранилище, отдано под клуб и в 2001 году разобрано.
В 2006 году начато строительство нового (также деревянного) здания Храма, который через год был освящён.

## Образование
7 (19) октября 1874 год в Мушковае открыта церковно-приходская школа. После установления советской власти в селе действовала начальная школа. В 1980 году она стала средней общеобразовательной. С 1989 году располагается в специально построенном двухэтажном кирпичном здании. На старейшем сохранившемся здании церковно-приходской школы (сейчас оно находится в собственности СПК «Победа») в 2006 году была установлена мемориальная доска.